# Opera Nazionale Dopolavoro
Die Opera Nazionale Dopolavoro (OND) war die italienische faschistische Freizeit- und Erholungsorganisation für Erwachsene.

## Geschichte
Im April 1925 stimmte Benito Mussolini dem Antrag der faschistischen Einheitsgewerkschaften zu, eine Freizeitorganisation für Arbeiter zu gründen, um den Organisationen der sozialistischen Gewerkschaften etwas entgegensetzen zu können. Mario Giani, der frühere Direktor von Westinghouse (Italien), wurde als Direktor der Stiftung OND eingesetzt. Die OND hatte zunächst das unpolitische Image, im Interesse der Arbeitgeber die Produktivität zu steigern und entsprach eher dem Betriebssport in Deutschland bzw. dem YMCA in den USA. 
Im April 1927 übernahm Augusto Turati, der Generalsekretär des Partito Nazionale Fascista (PNF), die OND, entließ Giani und unterstellte den Dopolavoro der Partei. Das ambivalente Verhältnis zwischen dem vereinunabhängigen Freizeitsport in der OND und dem Vereinssport im CONI konnte während der gesamten faschistischen Zeit nicht gelöst werden, auch wenn der Präsident des CONI Direktor der OND wurde. Die Interessen des Kinder- und Jugendsports wurden in der Opera Nazionale Balilla wahrgenommen.
In den 1930er Jahren wurde die OND unter Achille Starace zunehmend auf Sport und Freizeit ausgerichtet. Sie diente in Deutschland als Vorbild für die Organisation Kraft durch Freude. 
1936 sollen ca. 80 % der Arbeiter und Angestellten Italiens Mitglieder der OND gewesen sein, sie war damit die mitgliederstärkste faschistische Massenorganisationen.
Durch die OND wurden lokale und regionale Freizeiteinrichtungen ausgebaut, die in der Nachkriegszeit eine Grundlage für den Massentourismus bildeten.